# Fik Meijer

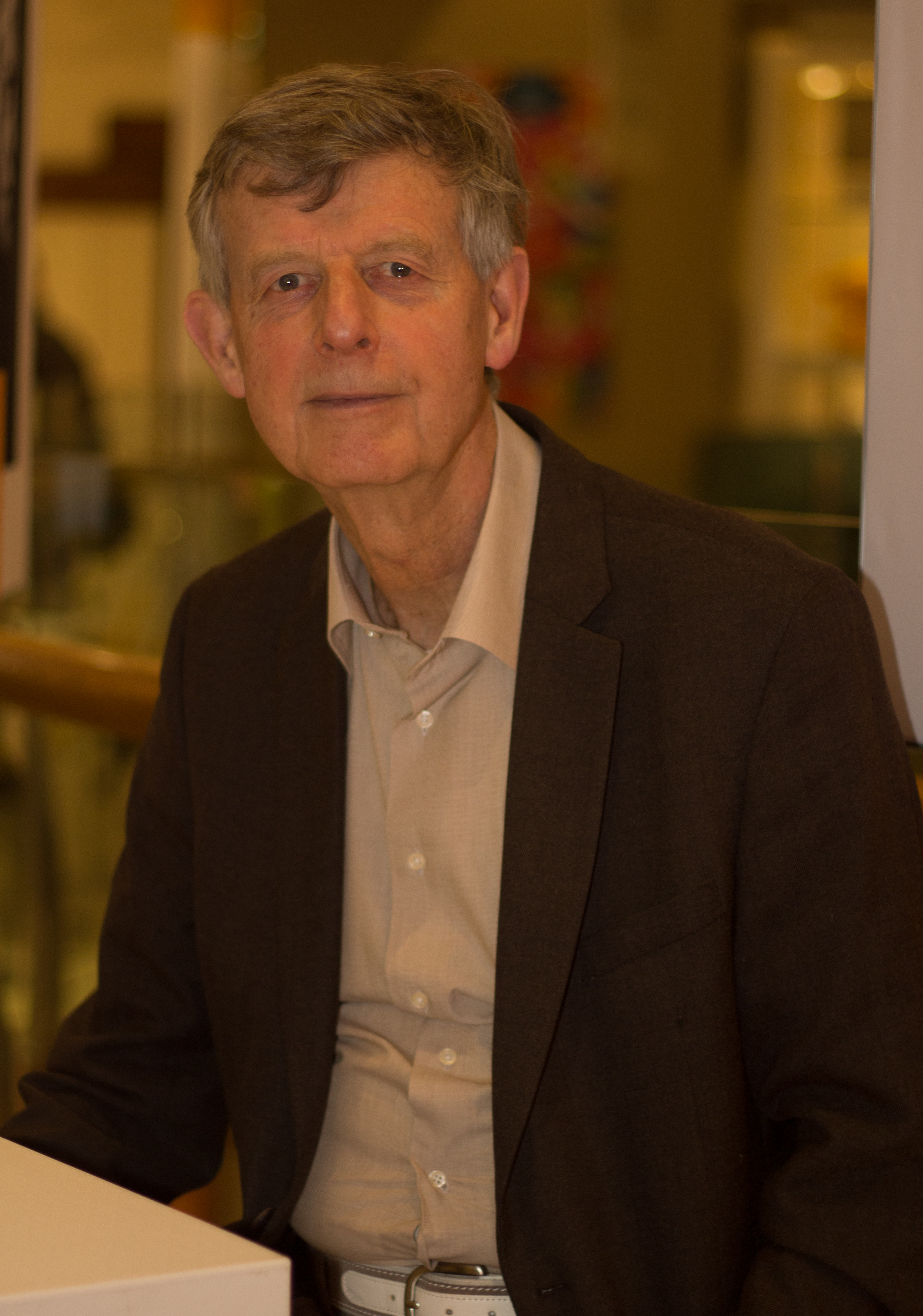
Fik Meijer (2016)

Fredericus „Fik“ Joannes Antonius Maria Meijer (* 12. August 1942 in Leiden) ist ein niederländischer Althistoriker.

## Biografie
Meijer studierte bis 1973 Klassische Philologie und Alte Geschichte an der Universität Leiden. Von 1992 bis 2000 war er
Professor für maritime Geschichte und Archäologie der Klassischen Antike an der Universiteit van Amsterdam, anschließend bis zu seiner Emeritierung 2007 dort Professor für Alte Geschichte. Seine Bücher wurden in mehrere Sprachen übersetzt.

## Schriften (Auswahl)
- A history of seafaring in the classical world. Croom Helm, London 1986, ISBN 0-7099-3565-X.
- mit Onno Van Nijf: Trade, transport and society in the Ancient World. A sourcebook. Routledge, London 1992, ISBN 0-415-00345-8.
- Keizers sterven niet in bed. Van Caesar (44 v. Chr.) tot Romulus Augustus (476 n. Chr.). Amsterdam 2001, ISBN 90-253-3415-6.
  - Deutsche Übersetzung: Kaiser sterben nicht im Bett. Die etwas andere Geschichte der römischen Kaiserzeit. Primus, Darmstadt 2003, ISBN 3-89678-231-2.
- Gladiatoren: volksvermaak in het Colosseum. Amsterdam 2003, ISBN 90-253-3404-0.
  - Deutsche Übersetzung: Gladiatoren. Das Spiel um Leben und Tod. Artemis und Winkler, Düsseldorf/Zürich 2004, ISBN 978-3-7608-2303-4.
- Wagenrennen. Spektakelshows in Rome en Constantinopel. Amsterdam 2004, ISBN 90-253-3414-8.
  - Englische Übersetzung: Chariot Racing in the Roman Empire. Johns Hopkins University Press, 2010, ISBN 978-0-8018-9697-2.
- Paulus. Een leven tussen Jeruzalem en Rome. Athenaeum – Polak & Van Gennep, Amsterdam 2012, ISBN 978-90-253-7009-1.
  - Deutsche Übersetzung: Paulus. Der letzte Apostel. Philipp von Zabern, Darmstadt 2015, ISBN 978-3-8053-4920-8.